# Nelson Marcenaro
Nelson Luis Marcenaro (Montevideo, 4 settembre 1952 – Montevideo, 13 maggio 2021) è stato un calciatore uruguaiano, di ruolo difensore.
È morto nel 2021 all'età di 68 anni a seguito di un infarto.

## Carriera
Iniziò la carriera nel 1966 con il Progreso, dove gioca nelle giovanili fino al 1971 per poi trasferirsi in Venezuela al Portuguesa FC dove vince 5 campionati e 3 coppe nazionali. Nel 1979 viene acquistato dal Peñarol rinunciando al trasferimento al Real Madrid.
In cinque anni al Peñarol vince due campionati, una coppa Libertadores 1982 e una coppa intercontinentale (1982) contro l'Aston Villa
Negli stessi anni conquista la nazionale giocando la Coppa America 1979 e mancando la convocazione alla Coppa America 1983 causa infortunio.
Nel 1982 si infortuna e rimane fermo un anno, riprende nel 1983 giocando gli ultimi due anni al Cerro FC.
Si ritira a vita privata nel 1985.
Nel 2014 fonda l'associazione Nostálgicos del Fútbol del Uruguay che si occupa dell'aiuto dei calciatori uruguaiani in difficoltà economica e sociale.